# Ivan Šola
Ivan Šola (ur. 12 grudnia 1961 w Splicie) – chorwacki bobsleista, trzykrotny olimpijczyk.
Startował w konkurencji bobslejowych czwórek na Igrzyskach Olimpijskich w Salt Lake City, Turynie oraz Vancouver. W 2002 roku zajął 26. miejsce, w 2006 był 23., a w 2010, razem z Andrásem Haklitsem, Igorem Mariciem i Slavenem Krajačiciem został sklasyfikowany na 20. pozycji.